# Glücksburg
Glücksburg (formellt Glücksburg (Ostsee), danska: Lyksborg) är en stad belägen vid Flensburgfjorden några kilometer nordost om Flensburg i det tyska förbundslandet Schleswig-Holstein. Folkmängden uppgår till cirka 6 400 invånare. Den är en bad- och kurort vid Flensburger Förde som är en smal vik i västligaste delen av Östersjön.
I anslutning till staden finns ett flertal olika rekreationsmöjligheter, främst badstränder. I stadens närhet ligger slottet Glücksburgs slott. Glücksburg har sedan 1969 ett planetarium som är ansluten till högskolan i Flensburg.

## Vänorter
Glücksburg har följande vänorter:
- Ærøskøbing i Danmark (sedan 1970)
- Göhren på ön Rügen (sedan 1990)